# Quartier Saint-Vincent-de-Paul
Le quartier Saint-Vincent-de-Paul est le 37e quartier administratif de Paris situé dans le 10e arrondissement. Il est nommé en l'honneur de Vincent de Paul, à l'emplacement de l'enclos Saint-Lazare où il avait installé la maison-mère de l'ordre qu'il avait fondé, la Congrégation de la Mission.
Les gares de l'Est et du Nord se trouvent dans le quartier, tout comme les hôpitaux Lariboisière et Fernand-Widal.
Ce sont également l’église Saint-Vincent-de-Paul, ouverte au culte en 1844, et classée monument historique, ainsi que le théâtre des Bouffes-du-Nord.

## Situation et limites
Le quartier Saint-Vincent-de-Paul est limité à l'ouest par la rue du Faubourg-Poissonnière, au nord par les boulevards de la Chapelle et de la Villette, à l'est par la rue du Faubourg Saint-Martin et au sud par la rue de Chabrol

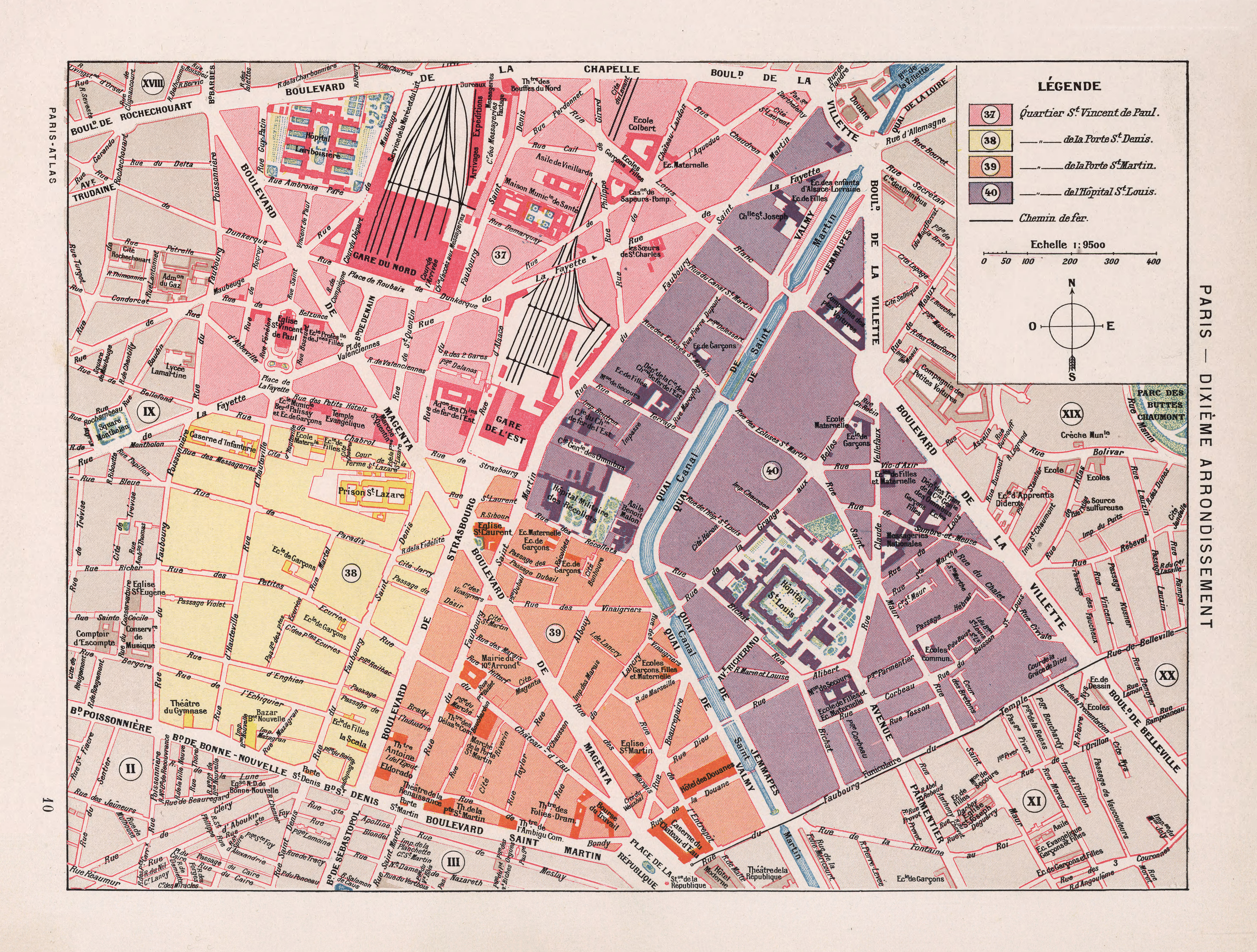
Les quartiers du 10e arrondissement en 1900 d'après l′Atlas de Fernand Bournon.
Les quartiers actuels du 10e arrondissement.